# Rue Rivals
La rue Rivals (en occitan : carrièra Joan Pèire e Antòni Rivals) est une voie de Toulouse, chef-lieu de la région Occitanie, dans le Midi de la France.

## Situation et accès

### Description
La rue Rivals est une voie publique. Elle relie les quartiers Arnaud-Bernard et Saint-Georges.
La chaussée compte une seule voie de circulation automobile à sens unique. Elle appartient à une zone de rencontre et la vitesse y est limitée à 20 km/h. Il n'existe pas de piste, ni de bande cyclable, quoiqu'elle soit à double-sens cyclable sur toute sa longueur.

### Voies rencontrées
La rue Rivals rencontre les voies suivantes, dans l'ordre des numéros croissants (« g » indique que la rue se situe à gauche, « d » à droite) :
1. Rue Charles-de-Rémusat
2. Rue d'Alsace-Lorraine
3. Rue Caussette (d)
4. Place Victor-Hugo

## Odonymie

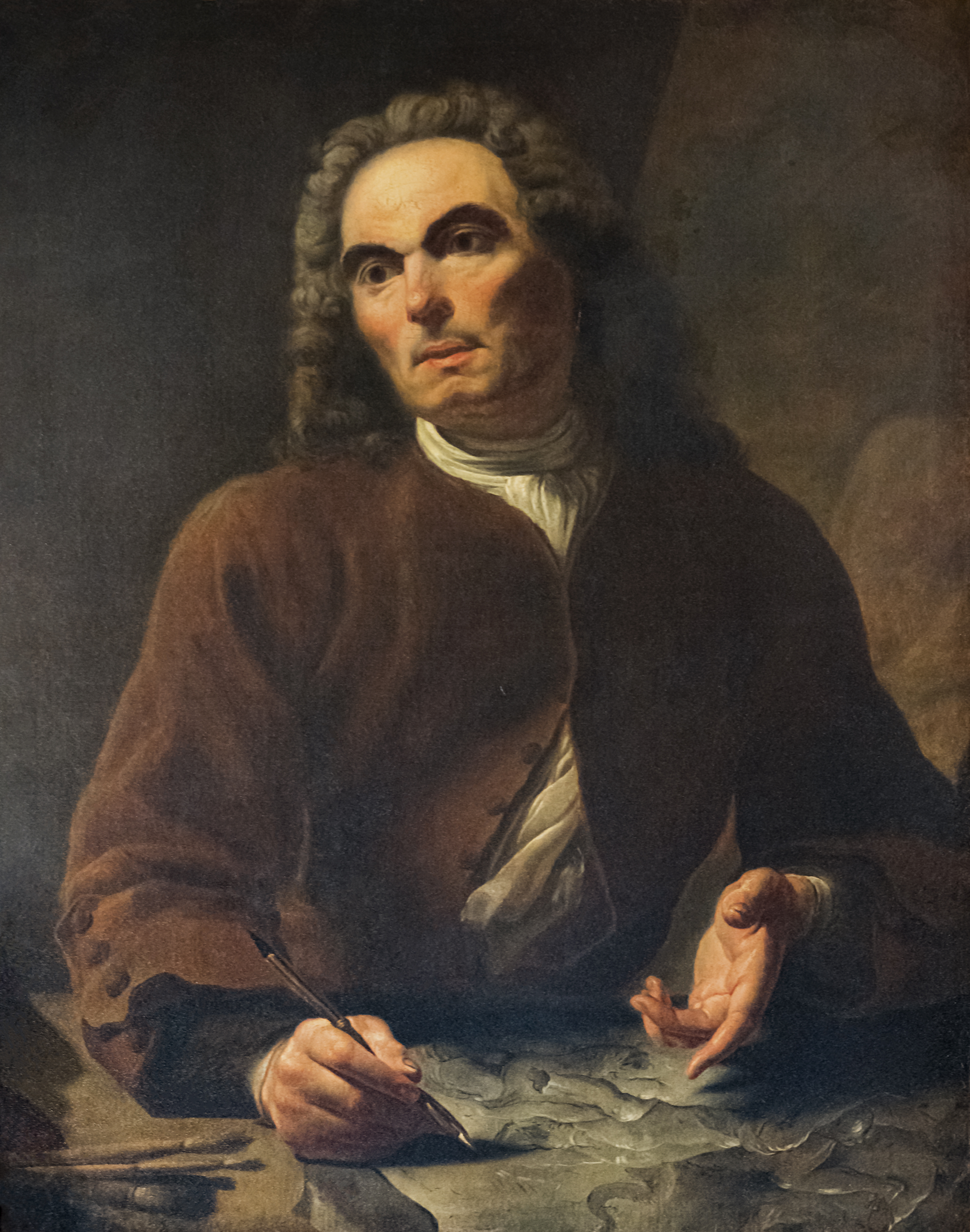
Autoportrait devant les Anges Rebelles par Antoine Rivalz (1721, collection Déodat et Dieudonné Duriez-Costes).

Le nom de la rue rend hommage à deux peintres et architectes toulousains, Jean-Pierre Rivalz (1625-1706) et son fils, Antoine Rivalz (1667-1735). Ils habitaient en effet une maison de la rue.
Au Moyen Âge, depuis le XIVe siècle au moins, la rue portait l'appellation peu flatteuse de Négogousses, c'est-à-dire où l'« on noie les chiens » (nega gosses en occitan), ou de Négogats, où l'« on noie les chats » (nega gats en occitan),. En 1794, pendant la Révolution française, on lui attribua le nom de rue l'Honnêteté, mais il ne fut pas conservé. C'est en 1806 qu'il fut décidé de donner à la rue son nom actuel.

## Histoire

### Époque contemporaine
Dans la deuxième moitié du XIXe siècle, la municipalité toulousaine souhaite ouvrir à travers la ville deux nouvelles voies, la rue Longitudinale, du nord au sud, et la rue Transversale. La première, dont les travaux s'étalent de 1869 à 1873, prend le nom d'Alsace-Lorraine. Plusieurs maisons et plusieurs immeubles de la rue Négogousses sont emportés par les destructions. Dans le même temps, en 1878, il est décidé de modifier le tracé de la vieille rue Négogousses pour l'élargir à 10 mètres et en aligner les façades. Peu à peu, de nouveaux immeubles s'élèvent peu à peu à leur emplacement, dans un style haussmannien et éclectique caractéristique des constructions du quartier de la rue d'Alsace-Lorraine. 
Entre la fin du XIXe siècle et le début du XXe siècle, de nombreuses boutiques de vêtements s'installent dans la rue : entre 1920 et 1950, on trouve le magasin de textiles Alsace-Tissus (actuel no 12), les corsets Amy (actuel no 5), les bottiers Manon (actuel no 14), la Chaussure française (actuel no 8) et Au Chic Parisien (actuel no 14), ou encore les nouveautés Mon tricot (actuel no 14) et le magasin de jouets Nos enfants (actuel no 8). On trouve aussi plusieurs hôtels-restaurants, particulièrement l'hôtel du Progrès, ouvert en 1895 (actuel hôtel Le Capitole, no 10), le Nouveau (actuel no 7) et l'Excelsior, (actuel hôtel Albert-Ier, no 8) ouverts en 1920 et l'hôtel Henri IV, en 1930 (actuel no 3). L'une des boutiques les plus réputées de la rue reste la parfumerie Berdoues, fondée en 1902 et fermée en 2014, renommée pour son parfum à la violette (actuel no 9),.

## Patrimoine et lieux d'intérêt
- no  4 et 6 : immeubles Arnaud et Sarradell. 
Les deux immeubles Sarradell (actuel no 4) et Arnaud (actuel no 6) sont élevés par l'architecte P. Ch. Hanquet en 1935. Ils sont représentatifs du style Art Déco. L'immeuble Sarradell possède une façade symétrique. Aux étages, les travées latérales sont mises en valeur par des bow-windows. La distribution intérieure se fait par un escalier et un ascenseur au centre du bâtiment et desservant les étages, occupés par des appartements. Un escalier de service à l'arrière permettait un accès par la cuisine. La salle à manger, le salon et la chambre principale ouvraient sur la rue. L'immeuble Arnaud est un peu différent : il ne compte que deux travées, celle de gauche étant animée par un bow-window. La distribution intérieure se fait également par un escalier et un ascenseur. Le 1er étage était occupé par des bureaux et par la loge du concierge. Aux étages se trouvaient des appartements comprenant la chambre et le salon sur la rue, la cuisine et la salle à manger sur la cour intérieure[18],[19].

- no  11 : siège du Comptoir national d'escompte de Paris.
L'immeuble est construit en 1895 pour abriter le siège régional du Comptoir national d'escompte de Paris (CNEP), fusionné en 1966 avec la Banque nationale pour le commerce et l'industrie (BNCI) pour donner naissance à la Banque nationale de Paris (BNP), devenue BNP Paribas en 2000[20]. En 2020, l'immeuble est libéré[21] : après rénovation, il est occupé par une enseigne de prêt-à-porter. 
L'immeuble s'élève sur un site privilégié, à l'angle de la rue d'Alsace-Lorraine (actuel no 24). Il est remarquable pour son architecture éclectique et son décor exubérant, particulièrement la rotonde qui fait l'angle. Le 1er étage est mis en valeur par un balcon, soutenu par de larges consoles feuillagées et orné d'un garde-corps en fonte à motifs géométriques. Les fenêtres sont séparées par des pilastres à chapiteaux ioniques d'où retombent des guirlandes, portant un entablement orné de plaques de marbre sous une corniche à modillons. La rotonde est couronnée d'un garde-corps à balustres en pierre et surmontée d'un dôme couvert d'ardoises, en partie caché par une horloge à 24 chiffres, inscrite dans une lucarne. La date d'achèvement des travaux se lit dans un cartouche, encadré par de petits pilastres qui soutiennent un fronton brisé, dont les volutes encadrent une tête de femme. Sur la rue Rivals, la façade se développe sur cinq travées, larges et rectangulaires, mais elle a reçu un traitement plus simple[22].

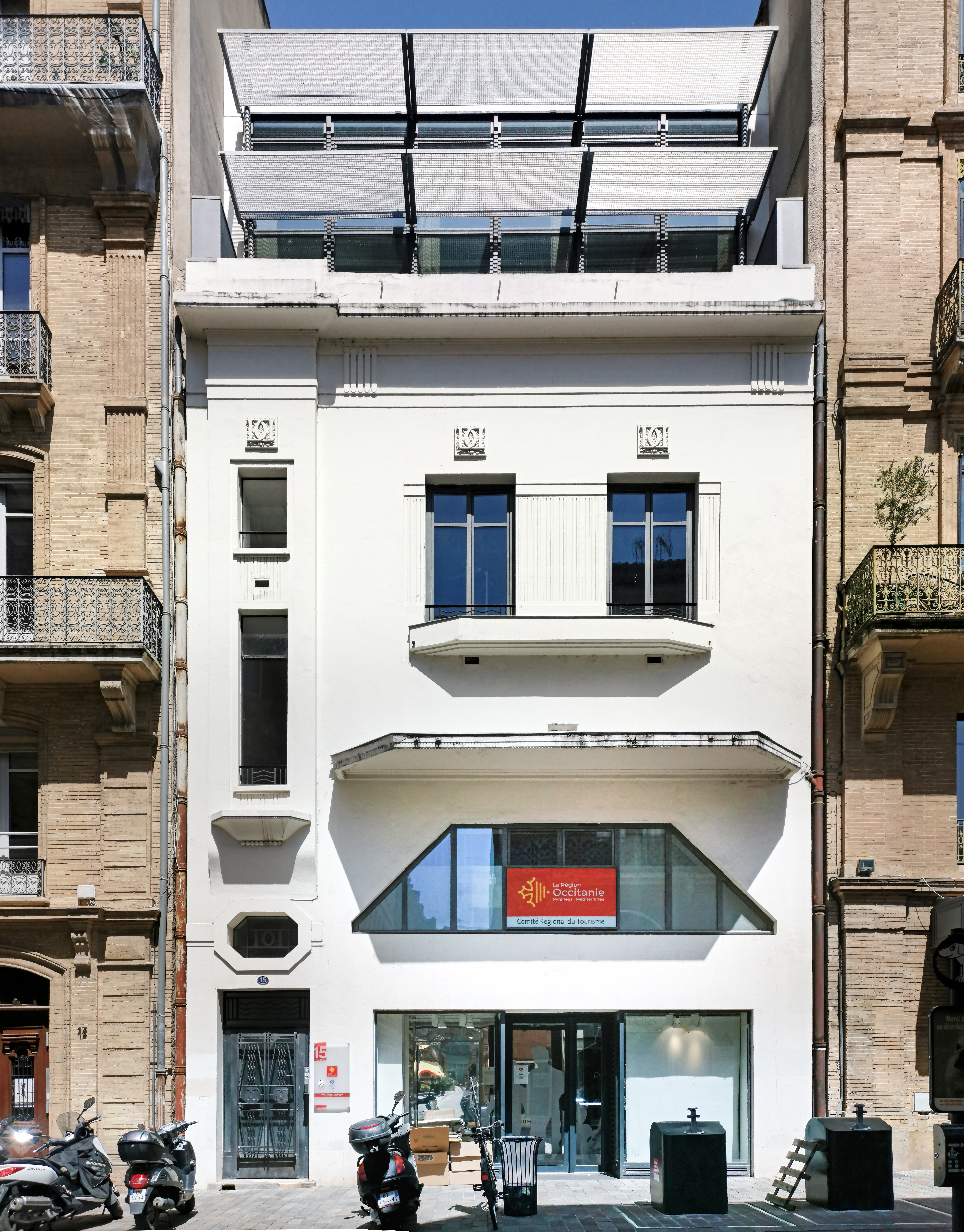
no 15 : Hall de la Dépêche.

- no  15 : Hall de la Dépêche.  Inscrit MH (1997, façades et toitures)[23]. 
Entre 1926 et 1932, un hall de vente monumental est construit par Léon Jaussely pour le compte de la La Dépêche de Toulouse, le principal journal régional. Il abrite désormais le siège du comité régional du tourisme d'Occitanie. 
L'immeuble, de style Art Déco et en béton, a sa façade principale, ornée de mosaïques d'Alphonse Gentil et François Bourdet, rue d'Alsace-Lorraine (actuel no 42 bis). La façade sur la rue Rivals est ouverte de baies aux formes variées, qui lui donnent un aspect dissymétrique, en rupture avec les façades classiques. Pour les travées de droite, le rez-de-chaussée est ouvert par une large arcade de boutique, surmontée d'une ouverture trapézoïdale et protégée par un large porche à pans coupés. L'étage, qui correspondait sur la rue Rivals à un logement, est éclairé par deux fenêtres, ornées d'une jardinière en pendentif et surmontées d'un motif de D entrelacés. La travée de gauche, très étroite, correspond à l'escalier. Elle est formée au rez-de-chaussée d'une porte rectangulaire surmontée d'une fenêtre polygonale, et aux étages d'une grande et d'une petite fenêtre verticale[24].